# Nellie Bly
Nellie Bly   (Burrell Township, 5 de maig de 1864 - Nova York, 27 de gener de 1922), nom de ploma d'Elizabeth Jane Cochran, fou una periodista nord-americana.
Precursora del periodisme d'investigació i pionera del periodisme clandestí, era coneguda per pseudònim Nellie Bly, tot i que també va fer servir el sobrenom de Pink ('Rosa'), en al·lusió al vestit rosa cridaner amb el qual va ser batejada. Més tard, va canviar el seu cognom per Cochrane al qual va afegir una 'e').
Una columna sexista del diari Pittsburgh Dispatch la va empènyer a escriure una resposta virulenta a l'editor. La qualitat de la carta va fer que l'editor proposés a Cochran, que cercava desesperadament feina, treballar per al diari com a periodista. Aquest editor va ser el que va posar a Pink el seu nom periodístic, Nellie Bly, pel personatge de la cançó amb el mateix nom de Stephen Foster.
Bly va escriure alguns articles d'investigació, abans de ser traslladada a les pàgines femenines. Aleshores, va deixar el Dispatch i va anar a la ciutat de Nova York, on va demanar feina al diari sensacionalista de Joseph Pulitzer, el New York World. Pulitzer la va contractar, i la seva primera tasca va ser escriure una història sobre el centre psiquiàtric de dones a l'illa de Blackwell. Va decidir integrar-s'hi i exposr-se a les horribles condicions i al tracte que rebien els pacients del centre psiquiàtric. Aquesta manera de fer periodisme, anar clandestinament per aconseguir una història, va esdevenir el seu estil particular.
El 1888, es va suggerir al World que enviessin un reporter a fer la volta al món, inspirat del llibre de Jules Verne La volta al món en vuitanta dies. Van decidir que la Nellie Bly seria aquesta reportera, i el 14 de novembre del 1889 va eixr de Nova York en un viatge de 40.100 quilòmetres.
Setanta-dos dies, sis hores, onze minuts i catorze segons després de la seva sortida d'Hoboken, el 25 de gener del 1890, Nellie va arribar a Nova York. Va establir un rècord mundial de fer la volta al món, tot i que va ser superat uns pocs mesos més tard per George Francis Train, que va fer el viatge en 62 dies.
En el seu viatge per tot el món, va visitar no sols Anglaterra, Japó, Xina, Hong Kong, i d'altres, sinó que també va visitar la llar de Jules Verne, Bríndisi, Colombo, i San Francisco. Va ser també la primera dona a fer la volta sense la companyia d'un home. Va esdevenir un model per a les dones de tot el món.
Nellie Bly es va casar amb el milionari Robert Seaman el 1895, i es va retirar del periodisme durant una temporada. Després de la mort del seu marit l'any 1904, es va encarregar de la direcció de les seves empreses. Va tornar a escriure sobre noves històries anys més tard; feu un reportatge sobre la convenció a favor del sufragi femení l'any 1913 i feu també el seguiment de la Primera Guerra mundial des del front oriental europeu.
Hi ha un petit parc d'atraccions a Brooklyn, Nova York, amb el seu nom, que té com a temàtica La volta al món en vuitanta dies.

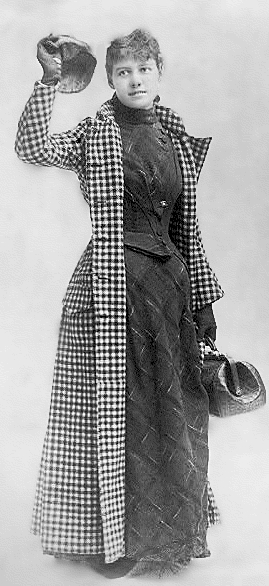
Nellie Bly, a finals dels 1880